# Epipleoneura williamsoni
Epipleoneura williamsoni, popularmente chamada libélula, é uma espécie de artrópode odonato da família dos protoneurídeos (Protoneuridae) e do gênero Epipleoneura. É frequentemente observada em áreas próximas a corpos d'água, como rios e igarapés, onde desempenha papel ecológico importante na cadeia alimentar e no controle populacional de pequenos invertebrados.

## Etimologia
O nome vernáculo libélula deriva do latim científico libellula, diminutivo do latim clássico libēlla, -ae, com o sentido de "prumo", "nível" ou "moeda de prata", por sua vez derivado do diminutivo de libra, -ae, que significa "balança". O nome faz alusão ao voo do inseto, que se mantém equilibrado no ar, pairando. Foi registrado em 1899 sob a forma libéllula.

## Descrição
Epipleoneura williamsoni pertence a um grupo de espécies caracterizado por cercos com ramo dorsal longo, achatado dorsoventralmente e aproximadamente tão longo quanto ou mais longo que S10, orientado paralelamente ao eixo do corpo. O ramo ventral, por sua vez, é foliado e côncavo, e o grupo se distingue ainda pela ausência de ramo ou dente basal interno e gancho apical no cerco. A espécie compartilha com E. manauensis uma lígula genital de ápice bilobado com fenda medial rasa, cujas projeções póstero-laterais possuem pedúnculo longo e ápice distalmente curvado. Com E. haroldoi, apresenta epiprocto com dois ramos curtos, paralelos e bem separados em sua base, visivelmente curvados em vista lateral.
Em E. angeloi, espécie semelhante, o ramo ventral do cerco é pequeno e próximo do ramo superior, separados apenas por uma escavação estreita; além disso, o ápice do paraprocto não ultrapassa o nível do ramo ventral - diferentemente de E. williamsoni, que possui ramo ventral maior, amplamente separado do dorsal, e paraprocto ultrapassando seu ápice. Ambas compartilham a presença de um pequeno espinho preto na margem interna próxima ao ápice do cerco. Além disso, E. williamsoni pode ser identificada por uma combinação única de características: ramo dorsal do cerco achatado e separado do ramo ventral por uma escavação ampla; ramo ventral largo, arredondado em vista lateral e com comprimento superior à metade do ramo dorsal; e ápice do paraprocto projetando-se além do ápice do ramo ventral. Nas fêmeas, a margem posterior do pronoto é diagnóstica dentro do gênero, apresentando um lobo triangular ereto em cada lado e uma porção intermediária plana e rebaixada entre os lóbulos.

## Distribuição e habitat
Epipleoneura williamsoni apresenta ampla distribuição no Brasil, sendo registrada nos estados de Tocantins, Bahia, Maranhão, Pará, Mato Grosso, Mato Grosso do Sul, Goiás, Minas Gerais e São Paulo, nos biomas da Amazônia, Cerrado e Mata Atlântica. Também ocorre no departamento de São Pedro, no Paraguai. Sua ocorrência abrange uma faixa altitudinal que vai de 64 a 1 300 metros. Em termos hidrográficos, está presente nas sub-bacias do Araguaia, do Grande, do Itapecuru, do litoral da Bahia e Espírito Santo, do Paraguai 03, do Paranaíba, do Paraná RH1, do Paru, do Médio São Francisco, do Alto Tocantins e do Xingu. A espécie habita ambientes lóticos, onde costuma pairar sobre a vegetação marginal.

## Ecologia
A reprodução de Epipleoneura williamsoni ocorre em posição de tandem, com o macho mantendo a fêmea presa durante o acasalamento. A oviposição é endofítica, com os ovos sendo depositados no interior de tecidos vegetais. Os machos não exibem comportamento territorial e adotam diferentes estratégias para localizar as fêmeas.

## Conservação
Epipleoneura williamsoni foi classificado como pouco preocupante (LC) pela União Internacional para a Conservação da Natureza (UICN). A espécie apresenta ampla distribuição, abrangendo pelo menos sete estados brasileiros, com uma extensão de ocorrência estimada em 1 653 719 quilômetros quadrados. Registros recentes incluem coletas numa área protegida no município de Uberlândia e em áreas próximas a um dos parques nacionais de Goiás. Trata-se de uma espécie com distribuição bem documentada, presença confirmada em coletas recentes e sem ameaças significativas conhecidas até o momento. Em São Paulo, há registros confirmando sua presença na Estação Ecológica Jataí. Em 2018, foi classificada como pouco preocupante no Livro Vermelho da Fauna Brasileira Ameaçada de Extinção do Instituto Chico Mendes de Conservação da Biodiversidade (ICMBio).